# Infiltrate the System
Infiltrate the System is het zevende album van Madball, uitgebracht in 2007 door Ferret Records en Roadrunner Records.

## Track listing
1. We The People – 2:31
2. Infiltrate the System – 2:48
3. Revolt – 3:34
4. No Escape – 2:26
5. Takeover – 2:51
6. Renegades – 3:03
7. Set Me Free – 3:24
8. Messenger – 2:02
9. Liberty or Death – 2:40
10. Novelty, A – 2:17
11. You're Gone – 2:10
12. PYITF Pt 3 – 0:20
13. Stand Up NY – 2:48